# Музей-кімната Олеся Гончара
Музей-кімната Олеся Гончара — музей, присвячений Олесю Гончару, відкритий 3 квітня 2018 року в Інституті філології Київського національного університету імені Тараса Шевченка, є його структурним підрозділом.

## Відкриття
Створення і відкриття музею-кімнати було приурочене до 100-ліття від дня народження письменника. Створений за безпосередньої підтримки та активної участі родини письменника (дружини Валентини Данилівни і онуки — письменниці Лесі Гончар, чоловіка онуки — скульптора Руслана Найди), а також за сприяння та допомоги президента Малої академії наук академіка НАН України Станіслава Довгого.
В урочистому відкритті музею-кімнати взяли участь Міністр культури України Євген Нищук, ректор Київського національного університету імені Тараса Шевченка Леонід Губерський і дружина письменника Валентина Гончар.

## Експозиція
Музейна кімната відтворена за зразками кабінету Олеся Гончара в будинку Роліт (абревіатура назви «Робітник літератури») — спорудженого наприкінці 1920-х років багатоповерхового будинку кооперативу працівників літератури, що на вулиці Богдана Хмельницького, 68 в Києві, де постійно проживав письменник з сім'єю.
Родина передала письмовий стіл, стілець, крісло, бібліотеку та особисті речі письменника аби повного мірою передати атмосферу, в якій творив Олесь Гончар. Та чи не найбільша цінність музею — бібліотека, що налічує понад 840 примірників книг. Тут зібрано те, що любив і чим захоплювався Олесь Гончар, а також твори письменника, томові видання, публіцистика, критика про його життя та творчість.
Формат музею — музей-форум — відкритий для спілкування простір, який передбачає проведення творчих зустрічей, тематичних дискусій, інших заходів, спрямованих на популяризацію творчості Гончара. Музей став партнером проєкту «Олесь Гончар. Слово як зброя», долучився до реалізації знімання документального фільму «Олесь Гончар. Записки з полону».

## Наукова діяльність
Разом із МАН України відкрито наукову тему «Трансдисциплінарний науково-освітній портал Олеся Гончара» (керівник — проф. Н.Гаєвська). У результаті співпраці видано монографію «Проблеми поетики творчого доробку Олеся Гончара» (2020) і посібник «Художня поліфонія творчості Олеся Гончара» (2021), авторами яких є Н.Гаєвська, Г.Жуковська, Ю.Мосенкіс та І.Приліпко.